# Oliva oliva
Espèce
Oliva oliva est une espèce de mollusques gastéropodes de la famille des Olividae.

## Répartition
- Océans Indien et Pacifique.

## Taxinomie
La sous-espèce Oliva oliva (F) oriola se rencontre aux Philippines.

## Galerie

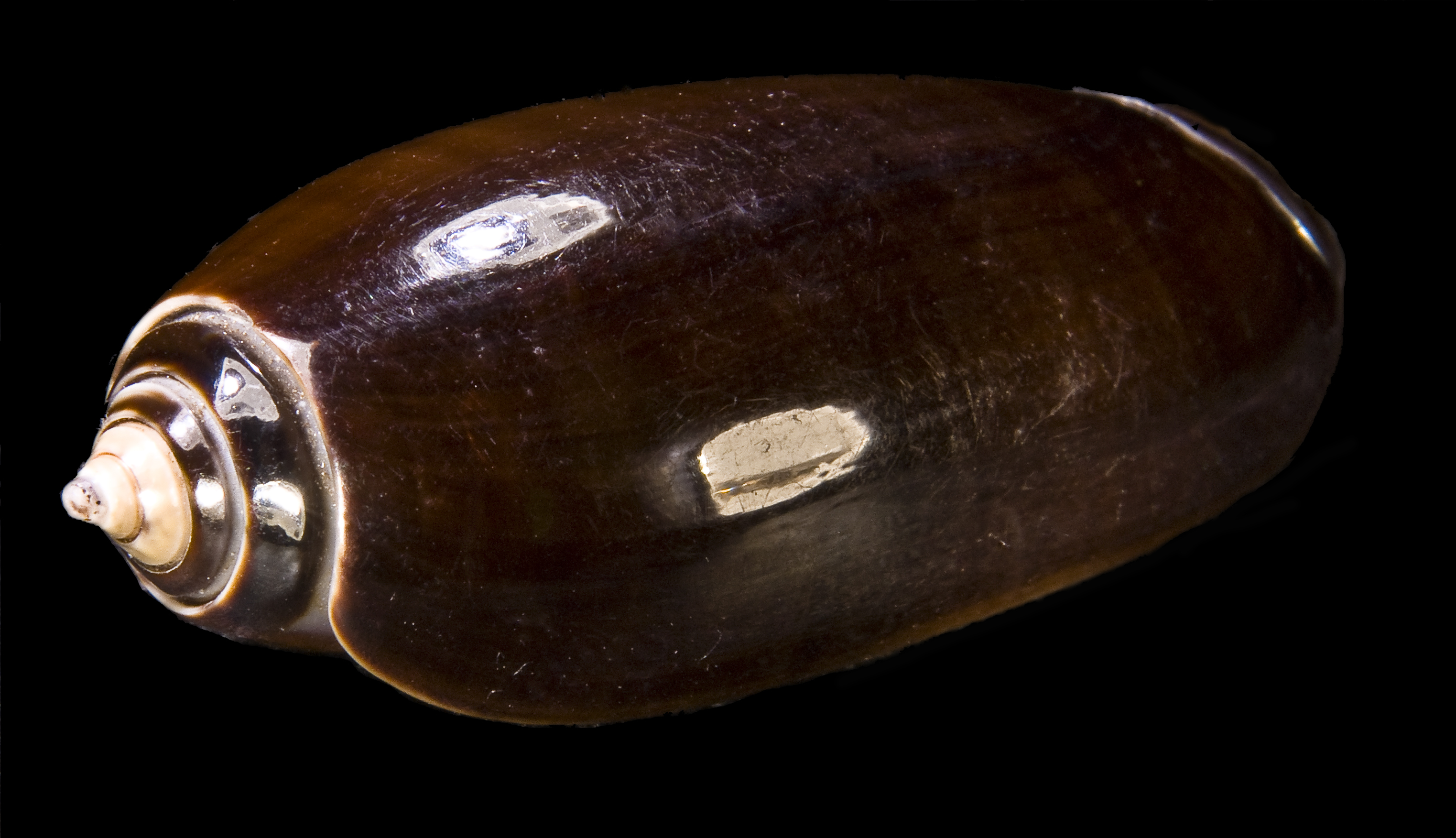
Oliva Oliva (f) Oriola
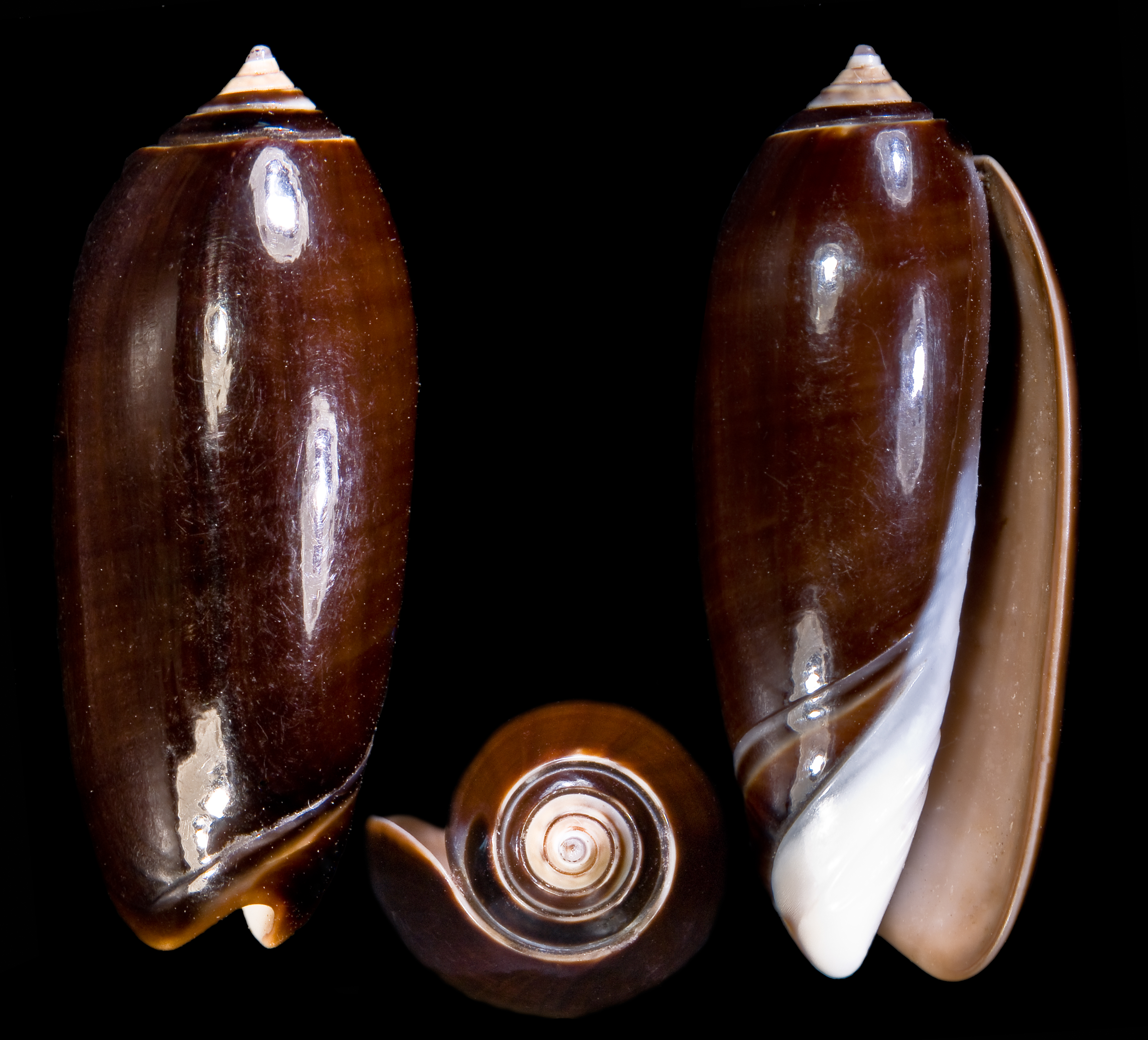
Oliva Oliva (f) Oriola